# スピッティング・イメージ
『スピッティング・イメージ』（Spitting Image）は、Peter Fluck、Roger Law、Martin Lambie-Nairnらによって制作されたイギリスの風刺人形劇である。このシリーズはSpitting Image ProductionsによってCentral Independent Television向けに制作され、18エピソードがITV(Channel 3)ネットワークで放映された。シリーズは数多くの賞に入選・入賞しており、英国テレビアカデミー賞を10回、ポピュラーアート・エミー賞を2回（1985,1986年）受賞している。
シリーズでは、人形劇を用いて1980年代から1990年代のセレブを風刺しており、英国マーガレット・サッチャー首相やジョン・メージャー首相などの政治家、米国ロナルド・レーガン大統領、イギリス王室一家などの人形が登場する。
なお、スピッティング・イメージ（spitting image）とは「生き写し」「瓜二つ」という意味である。

## 反応
初回エピソード放送時には、東ミッドランドテレビ局を開局したエディンバラ候に配慮して、英国王室にまつわるパロディはカットされていた。しかし再放送時にはこれらは復活している。
初回エピソードの視聴者は790万人であったが、経営的な理由により、後に急に低下していった。それは製作費が260万ポンドと、他のプライムタイム番組のほぼ倍であったためである。
シリーズは当初13エピソードで計画されていたが、後に12エピソードまでにカットされた。
番組から誕生した楽曲「The Chicken Song」は1986年に全英シングルチャートの1位を獲得した。

## 放送日時
全てのエピソードとスペシャルは日曜日に放送され、たいてい午後10時であった。また海外でも放映され、カナダではCBCテレビにて日曜の夜（1980年代末）、米国NBCネットワークでは数度プライムタイムに特集が組まれた。

### シリーズ
| シリーズ  | 年   | 日                        | エピソードナンバー | 放送時刻       |
| --------- | ---- | ------------------------- | ------------------ | -------------- |
| Series 1  | 1984 | 26 February - 17 June     | 12 episodes        | Mostly 10pm    |
| Series 2  | 1985 | 6 January - 24 March      | 11 episodes        | Mostly 10pm    |
| Series 3  | 1986 | 6 January - 2 Nov         | 18 episodes        | Mostly 10pm    |
| Series 4  | 1987 | 1 November - 6 December   | 6 episodes         | Mostly 10pm    |
| Series 5  | 1988 | 6 November - 11 December  | 6 episodes         | Mostly 10pm    |
| Series 6  | 1989 | 11 June - 9 July          | 5 episodes         | Mostly 9.30pm  |
| Series 7  | 1989 | 12 November - 17 December | 6 episodes         | Mostly 10.05pm |
| Series 8  | 1990 | 13 May - 24 June          | 6 episodes         | Mostly 10.05pm |
| Series 9  | 1990 | 11 November - 16 December | 6 episodes         | Mostly 10.05pm |
| Series 10 | 1991 | 14 April - 19 May         | 6 episodes         | Mostly 10.05pm |
| Series 11 | 1991 | 10 November - 15 December | 6 episodes         | Mostly 10.05pm |
| Series 12 | 1992 | 12 April - 17 May         | 6 episodes         | Mostly 10.05pm |
| Series 13 | 1992 | 4 October - 8 November    | 6 episodes         | 10.05pm        |
| Series 14 | 1993 | 16 May - 20 June          | 6 episodes         | 10.45pm        |
| Series 15 | 1993 | 7 November - 12 December  | 6 episodes         | 10pm           |
| Series 16 | 1994 | 1 May - 5 June            | 6 episodes         | 10pm           |
| Series 17 | 1994 | 6 November - 18 December  | 7 episodes         | 10pm           |
| Series 18 | 1996 | 14 January - 18 February  | 6 episodes         | Mostly 11.15pm |

### スペシャル
| タイトル                                            | 年   | 日                  | 放映時刻 | 長さ       |
| --------------------------------------------------- | ---- | ------------------- | -------- | ---------- |
| Down And Out In The White House                     | 1986 | 14 September        | 9.45pm   | 45 minutes |
| The Spitting Image 1987 Movie Awards                | 1987 | Saturday 4 April    | 10.45pm  | 30 minutes |
| Election Special                                    | 1987 | Thursday 11 June    | 10pm     | 45 minutes |
| A Non-Denominational Spitting Image Holiday Special | 1987 | 27 December         | 10pm     | 30 minutes |
| The Ronnie And Nancy Show                           | 1988 | 17 April            | 9.30pm   | 30 minutes |
| Bumbledown - The Life and Times of Ronald Reagan    | 1988 | Saturday 29 October | 10.15pm  | 45 minutes |
| The Sound Of Maggie                                 | 1989 | Saturday 6 May      | 10.10pm  | 45 minutes |
| Election Special                                    | 1992 | Wednesday 8 April   | 10.40pm  | 30 minutes |
| The Spitting Image Pantomime                        | 1993 | 26 December         | 10pm     | 30 minutes |
| Ye Olde Spitting Image                              | 1995 | 1 January           | 10.45pm  | 30 minutes |

## 登場人物

### 政治家

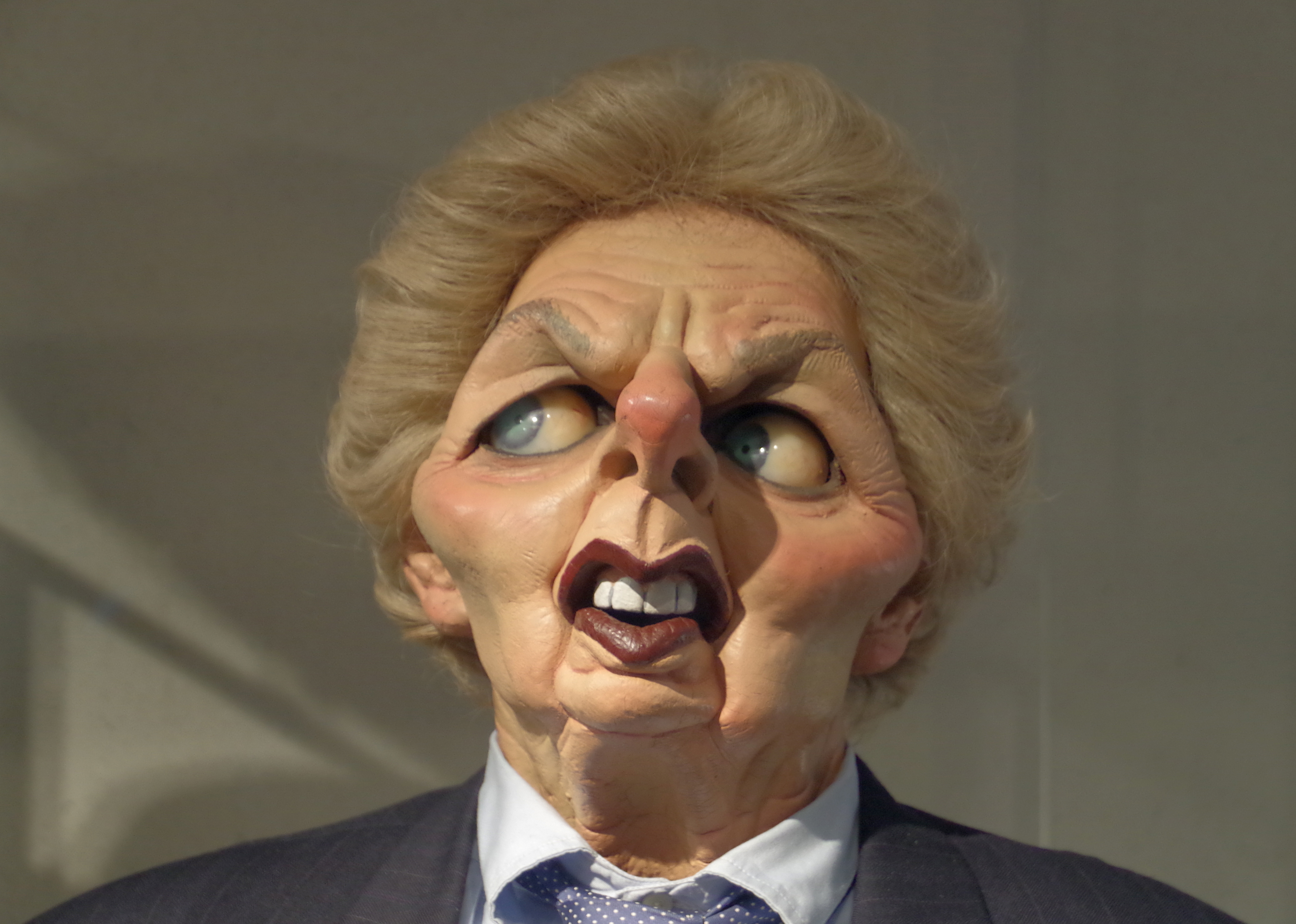
マーガレット・サッチャー役の人形

サッチャー政権期のイギリスの政治家が多々登場する。最も目立つのはマーガレット・サッチャー自身であり、スーツを着用し、小便器で用を足し、葉巻カッターを用いる男装家の暴君として描かれていた。
第１シーズンでは、サッチャーはおっとりした隣人のジェレミー・フォン・ウィルコックス氏から、労働組合や失業問題について助言を求めていた（彼はおそらく若き日のアドルフ・ヒトラーである）。ウィルコックス氏はソ連と労働組合とを比較し、冬には攻撃を行わないよう助言する。彼は、失業問題については彼らを軍隊に入隊させるべきであるとし、またSSとは「男の大きな結束」であることをサッチャーに教える。
サッチャー政権の閣僚は以下が登場する。
- ウィリアム・ホワイトロー - ふわふわした眉毛で、閣議にはタータン飾りのガウンで出席。
- ナイジェル・ローソン - 自身が引き起こした金融危機でパニックになっている。
- ジェフリー・ハウ - 当たり障りのない退屈な人物。羊と会話する
- ダグラス・ハード - アイスクリームのような髪。
- ノーマン・テビット（英語版） - 革を着たスキンヘッドでサッチャーに忠実。他の政治家を叩く。
- マイケル・ヘーゼルタイン - シリーズが進むにつれ躁病がひどくなる
- レオン・ブリタン - 常にサッチャーに怯えている。
- ノーマン・ホウラー（英語版） - 保健大臣。切り裂きジャックな病院の狂人。
- セシル・パーキンソン（英語版） - 全ての女性に関心を持つ。
- エディワナ・キュリー（英語版） - 吸血鬼。
- ポール・シャノン（英語版） - 幼稚。
- ケネス・ベイカー（英語版） - 途中でナメクジに変身。
- ニコラス・リッドレー（英語版） - 喫煙しながら田舎で住宅開発。
- ケネス・クラーク（英語版） - 保健大臣なのに肥満であり泥酔する。
- ピーター・ウォーカー（英語版） - ひ弱な弱虫。
- デビッド・ワシントン（英語版） - 早口でオタク。
- フランシス・ピムおよびジェームス・プライオル（英語版） - プールで泳いだので濡れている。
- コリン・モニハム（英語版）
- トム・キング（英語版） - 透明人間。

サッチャー政権の後継者ジョン・メージャーは、妻ノーマとエンドウ豆の食事を楽しむ退屈な灰色のキャラクターであり、よく首相官邸ネズミ捕獲長の猫のハンフリーに嘲笑される存在として描かれる。彼はサッチャーの辞任前は、頭上に回転アンテナが付いたロボットとして描かれていた。
野党労働党の政治家は以下が登場する。
- ニール・キノック - 「ウェールズのおしゃべり」。政治と関係ないことをいつまでも話し続ける。
- ロイ・ハスレー（英語版）
- マイケル・フット - 老人。
- トニー・ベン - 常に違った方向を向いている社会主義者。
- ケン・リヴィングストン
- デニス・ヒーリー - リビングルームが、サラマンダーとヘビでいっぱい。
- ジェラード・カフマン（英語版）

前首相のハロルド・ウィルソン、ジェームズ・キャラハン、ハロルド・マクミラン、アレック・ダグラス＝ヒュームらは、「Exchequers」という非常に制限を受けた老人ホームで生活している。キャラハンはウィルソンを苦しめるのが楽しみで、ウィルソンは何度も脱出を試みる。
労働党党首を務めたアーサー・スカーギルは国家鉱山労働組合の代表として登場し、鉱山について無知な、大きな鼻のエゴイストとして描かれる。
1994年になるとトニー・ブレアの人形が登場し、初期は灰色のショートパンツ、ブレザー、帽子を身に着けた公立校のスクールボーイであり、労働党を"I'M THE LEADER" というキャッチフレーズで率いる人物として描かれていた。党首になってからは人形が変更され、重要な発言をした後、笑顔でニヤリと笑う人物として描かれるようになった。副党首のジョン・プレスコットは、でぶで失敗の多いアシスタントであり、巨大なジャック・ストローを眼鏡を掛け、きしんだ声のロビン・クックとともに描かれる。

### 王室
- エリザベス2世 - 核軍縮キャンペーンバッジを身に着け、いつも怒りっぽく、ごみの瓶から服を選ぶ。
- エディンバラ公フィリップ - 女王の夫。海軍服を身に着けたどじな道化者。
- ウェールズ公チャールズ - ヒッピーのような恰好。エピソード後期にはタクシー運転手。
- ウェールズ公妃ダイアナ - 目立ちたがり屋のスローン・レンジャー。
- エリザベス・ボーズ＝ライアン - ジンの瓶とギャンブル新聞を持っている。

### 外国の政治家

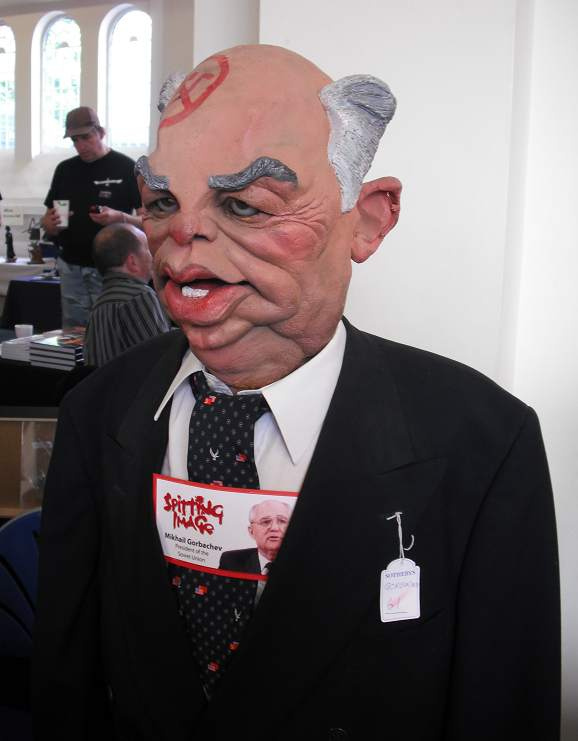
ゴルバチョフ人形

米国大統領ロナルド・レーガンは、愚か者として描かれ、核兵器に取りつかれており、顧問であるエドウィン・ミースとキャスパー・ワインバーガーと比較して頼りない。ベッドサイドには「Nuke(核爆弾)」「Nurse(看護婦)」と書かれたボタンが2つあり、よく押し間違える。
ソ連指導者のミハイル・ゴルバチョフは、額に鎌と槌のあざがある。取り巻きはプレジネフに似て描かれ、多くは「da(はい)」と答えるか、またはジャガイモについて話し合っている。ソ連の場面は屋内でも雪が降り、テレビは極めて映りが悪く描かれている。
フランスのフランソワ・ミッテランは、ベレー帽にニンニクの花輪を付けて描かれている。南アフリカのピーター・ウィレム・ボータは、巧みにレイシストの意見を表明し、反反アパルトヘイトのバッジを身に着けている。ドイツのアドルフ・ヒトラーはダウニング街9番に隠れ家があった。
ほか、ウガンダのイディ・アミン、ジンバブエのロバート・ムガベ、フィリピンのフェルディナンド・マルコス夫妻、イランのルーホッラー・ホメイニー、イラクのサッダーム・フセインが登場する。
また、米国のリチャード・ニクソン、ヘンリー・キッシンジャー、ジョージ・H・W・ブッシュ、ダン・クエール、ソ連のコンスタンティン・チェルネンコ、ライサ・ゴルバチョワ、ボリス・エリツィンも登場する。

### スポーツ選手

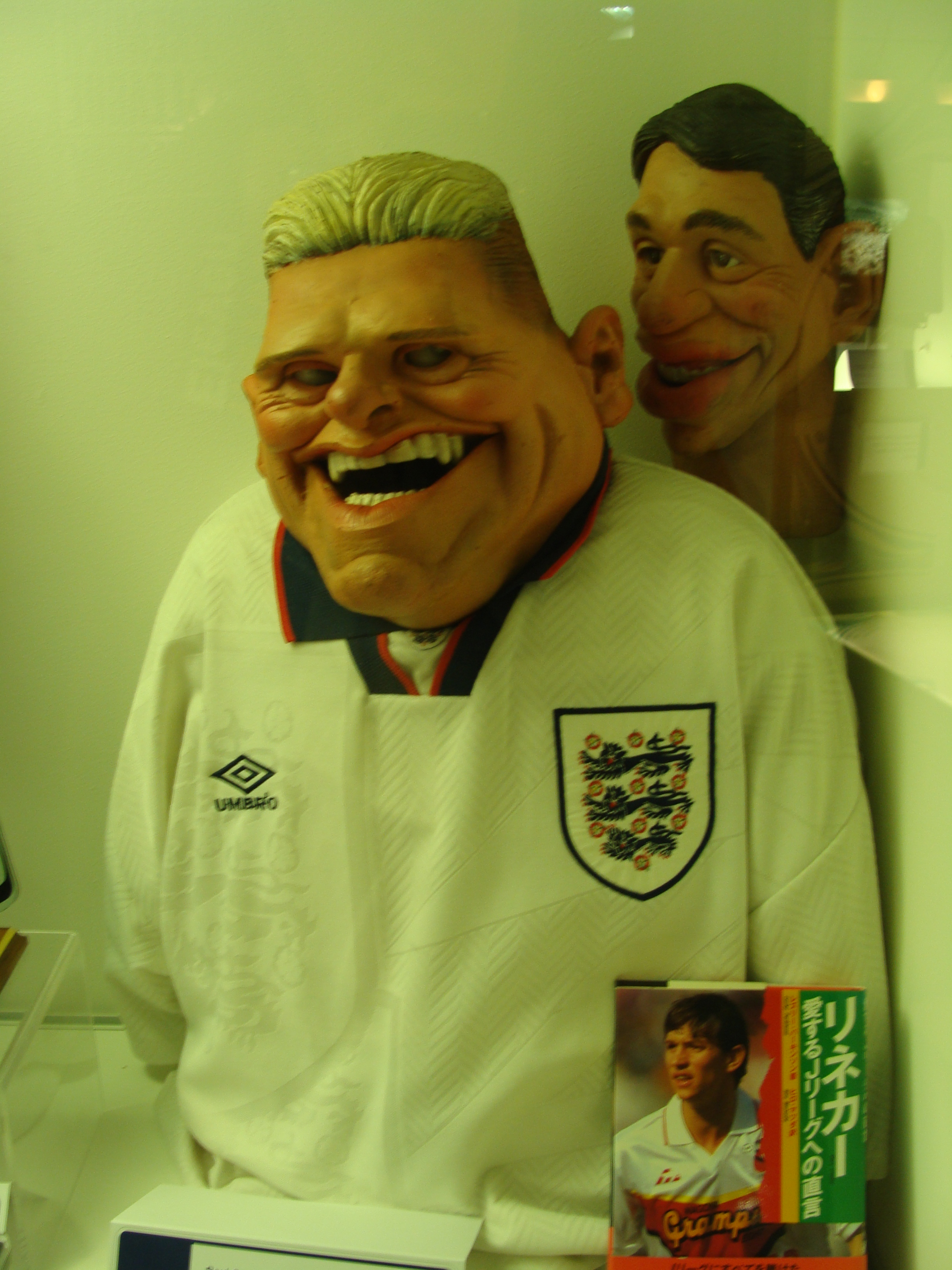
サッカー選手ポール・ガスコインとゲーリー・リネカー

イングランドサッカー監督ボビー・ロブソンは、愛称Rubbishoとして心配性の老人として描かれている。
選手のポール・ガスコインも出演し、1990 FIFAワールドカップにおける西ドイツとの準決勝対戦のシーンをパロディして、よく絶叫している。
クリケット選手イアン・ボサムは暴力的な薬物依存者、マイク・ガッティングは高音で話す人物として描かれる。レスター・ピゴットは字幕付きで放送される。ボクシング選手フランク・ブルーノは彼のトレードである笑いと台詞"where's 'Arry?"と共に描かれ、クリス・ユーバンクは舌足らずな人物とされる。スヌーカー選手スティーブ・デイビスは特にニックネームがなかったが、彼自身が面白い人物であった。

## 日本での展開
1980年代に「スピッティング・イメージ 渡る世間にツバぺっぺっ！」というタイトルでビデオソフト・レーザーディスクソフトが2巻リリースされた。1巻目は二ヵ国語収録で、景山民夫監修のもと、シティボーイズやワハハ本舗のメンバーなどが日本語の吹き替えを担当したが、2巻目は日本語字幕のみのリリースだった。そして1994年にはテレビ番組「ラスタとんねるず'94」の1コーナーとして、本番組を日本流にアレンジした「SPITTING IMAGE JAPAN」が放送された。